# Богуслав VII
Богуслав VII (Богуслав Старый или Старший) (род. ок. 1355 — умер между 19 ноября и 18 декабря 1404 / 19 ноября 1404 и 4 января 1405) — герцог Померании-Штеттина из династии Грифичей (1372—1404/1405).

## Биография
Младший (третий) сын Барнима III Великого (ок. 1300—1368), герцога Померании-Штеттина (1344—1368), и Агнессы фон Брауншвейг-Грубенхаген. Старшие братья — герцоги Казимир III и Святобор I Щецинские.
В 1372 года после смерти своего старшего бездетного сына Казимира III братья Святобор I и Богуслав VII унаследовали Щецинское герцогство. Возможно, владел заодренской частью герцогства над рекой Пеене.
Был соавтором заключения военно-политического союза с Тевтонским орденом против Польского королевства. За свой вклад в заключение этого альянса получил от крестоносцев сумму в 6 тысяч гульденов. По мнению некоторых исследователей, эта денежная сумма была платой за аренду Слупской земли, которую тевтонские крестоносцы получили во владение на 12 лет. В 1395 году герцог Богуслав Щецинский разорвал союз с Тевтонским орденом и вступил в союз с польским королём Владиславом II Ягелло против крестоносцев.
В 1397 году он пожаловал городу Щецину право на чеканку серебряной монеты. Через три года город-порт Щецин предоставил кредиты для герцога в размере 1200 гривен за выкуп вкржанской земли от немецких маркграфов.
Скончался в конце 1404 / начале 1405 года. Был похоронен в замковой церкви Святого Оттона в Щецине. Скорее всего не имел детей, имеют противоречивые сведения о его жене. По мнению поморского хрониста Томаса Кантцова герцог Богуслав Щецинский был женат. По мнению Э. Римара, немецкий хронист Кантцов ошибочно приписывает ему жену Елизавету Брауншвейгскую, жену Казимира V.